# 프레드 모우와드
프레드 모우와드(영어: Fred Mouawad, 1969년 2월 16일~) 태국 방콕에 기반을 둔 레바논계 프랑스인 사업가다. 7개 회사의 창업자이자 최고경영자이다. 2013년 Wealth-X는 순자산 11억 달러를 가진 모우와드를 세계에서 8번째로 부유한 다이아몬드 소유자로 선정했다.

## 생애
1969년 2월 16일, 레바논에서 태어난 프레드 모우와드는 Mouawad 쥬얼리, 시계 사업을 운영하는 모우와드 가문의 4번째 세대이다. 1994년에 하버드 경영대학원 MBA과정을 졸업했다.
프레드 모우와드가 창립하고 운영중인 기업들:
- Synergia One Group (1994년 설립)[1][5] :18개국에서 다양한 산업군에 속하는 사업체를 운영[4]
- Global Franchise Architects (1996년 설립): Coffee World, Pizza Corner, New York Deli and The Cream & Fudge Factory를 포함하는 식음료 프렌차이즈를 운영[6]
- Itorama (1996년 설립): IT 컨설팅 에이전시
- 프레드 모우와드는 2010년부터 YPO (Young Presidents Organization)의 멤버[7]
- Taskworld(테스크월드) (2012년 설립): 클라우드 기반의 프로젝트 관리 툴[1][8]